# Gazzaniga
Gazzaniga [ɡaʣːaˈniːɡa] (Gageniga [ɡaʤɛˈniɡa] in dialetto bergamasco) è un comune italiano di 4 951 abitanti della val Seriana, in provincia di Bergamo, in Lombardia. 
Situato alla destra orografica del fiume Serio, dista circa 18 chilometri a nord-est dal capoluogo orobico ed è compreso nella Comunità montana della Valle Seriana.

## Geografia fisica

### Territorio

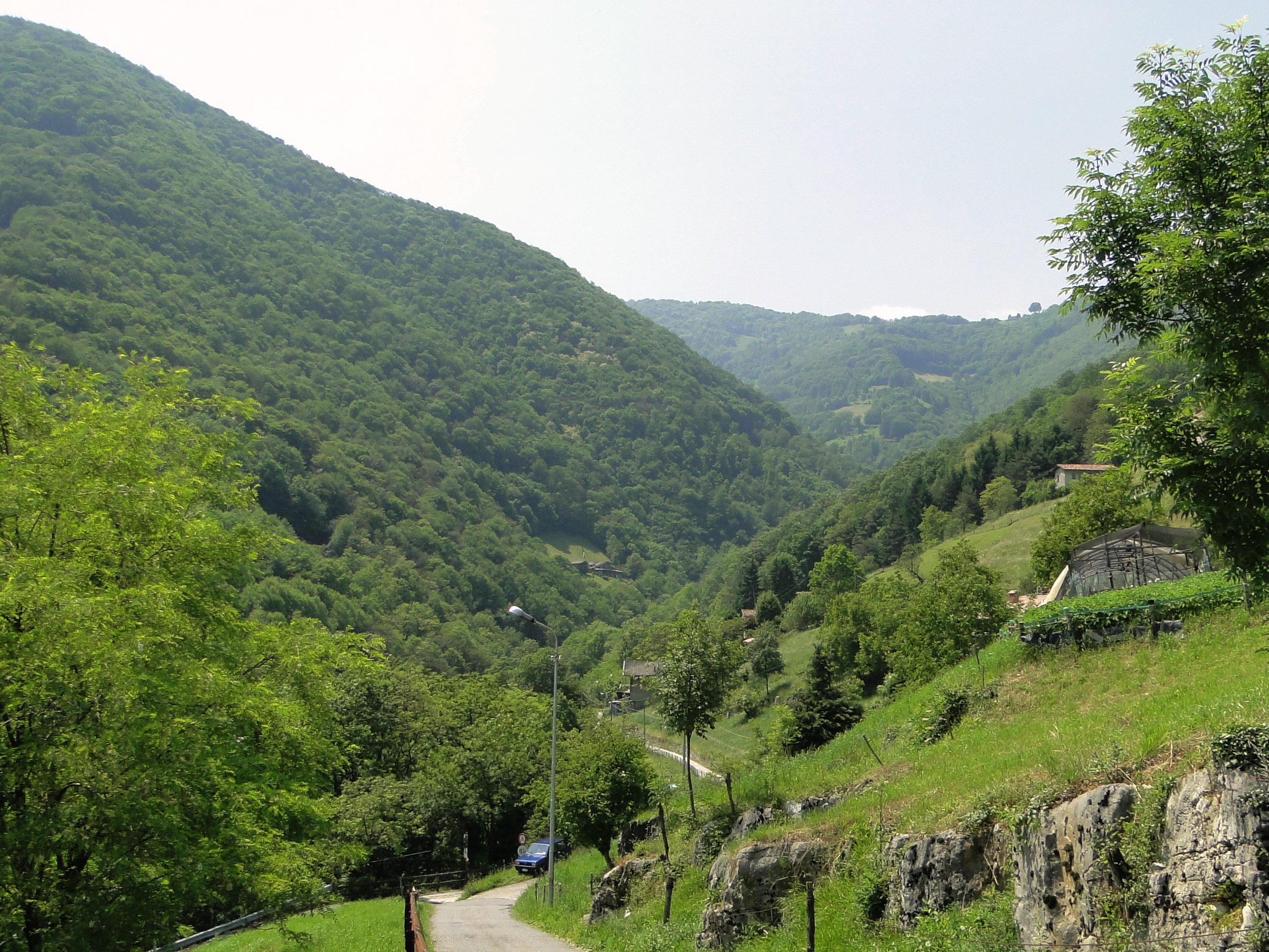
La val di Plaz

Il territorio comunale di Gazzaniga è interamente situato sulla destra orografica della val Seriana, ad un'altezza di circa 380 m s.l.m. È delimitato a Sud-Est dal corso del fiume Serio, che lo divide dal comune di Cene; a Sud confina, nella parte più a monte, con Aviatico mediante le pendici del monte Ganda, mentre nella parte più a valle con Albino, tramite il corso del torrente Rovaro che scorre nell'omonima piccola valle.
A Nord il limite territoriale è con Fiorano al Serio, mentre a Nord-Est con Vertova, mediante il torrente Vertova, situato nell'omonima valle. Infine ad Ovest e Nord-Ovest lo spartiacque orografico tra la val Serina e la val Brembana, che va dalla località Forca al monte Suchello, segna il confine con i comuni di Costa Serina e Cornalba.
La gran parte della popolazione risiede nei nuclei abitativi posti nel fondovalle lungo l'asta del fiume Serio. Provenendo da Bergamo, per prima si incontra la località di Rova, territorialmente delimitata dai torrenti Rovaro e Roncliscione, ma ormai fusa in un unico agglomerato urbano con capoluogo Gazzaniga, posto poco più a Nord, il quale a sua volta è unito a sua volta con i vicini Fiorano al Serio, Vertova e Colzate.
All'interno si sviluppa invece la piccola valle di Plaz che, percorsa dal torrente Roncliscione, sale dal centro abitato del capoluogo, tocca la località di Masserini e la frazione di Orezzo, e termina a Ganda, frazione di Aviatico. Stretta tra i monti Cedrina e Ganda e chiusa alla testata dal monte Poieto, è parallela ad un'altra valle, più nascosta ed incontaminata, denominata Val del Gru, che si sviluppa nel bacino della Val Vertova di cui è tributaria da destra nei pressi del confine con Vertova.

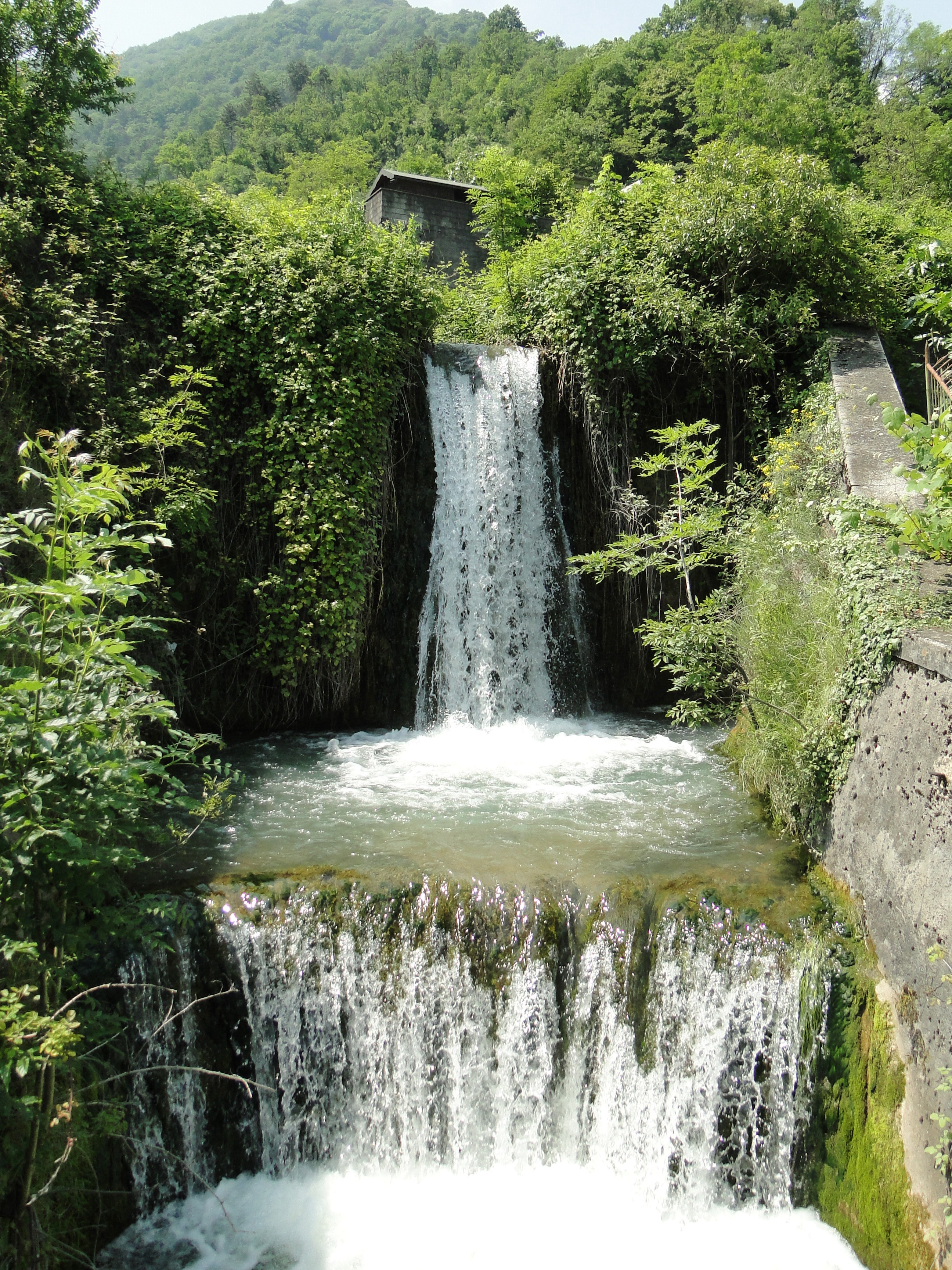
Il torrente Rovaro, confine sud del comune

Per ciò che concerne l'idrografia, oltre al fiume Serio, numerosi sono i corsi d'acqua che attraversano il territorio comunale. Quello con portata maggiore è il Roncliscione, affluente del Serio da destra, che si sviluppa nella valle di Plaz e che raccoglie le acque di numerosi piccoli rivoli composti dalle acque in eccesso provenienti dai monti circostanti. Discreta rilevanza ricopre anche il Rovaro, che percorre la piccola omonima valle, compresa tra i monti di Ganda e Rena, e che funge da confine con Aviatico ed Albino.
Per ciò che concerne la viabilità interna, il paese ha una rete stradale ordinaria molto semplice, facente riferimento alla via che attraversa il centro abitato, che per secoli è stata l'arteria dei traffici e commerci della bassa valle. Ad essa si aggiunge la SP41 che collega il capoluogo con la località Masserini e la frazione di Orezzo, fino ad arrivare all'altipiano di Selvino-Aviatico. Esternamente all'abitato, a fianco del fiume Serio, scorre invece la superstrada SP35 di scorrimento Bergamo-Clusone.
Per quanto riguarda il tempo libero, è d'obbligo citare la Ciclovia della Valle Seriana che transita nella parte sud del comune a ridosso del fiume Serio. Questa permette passeggiate e pedalate nella natura, lontano da traffico ed inquinamento, permettendo la riscoperta e la valorizzazione di spazi un tempo abbandonati nell'incuria.

## Storia

### Dalla preistoria alla conquista romana

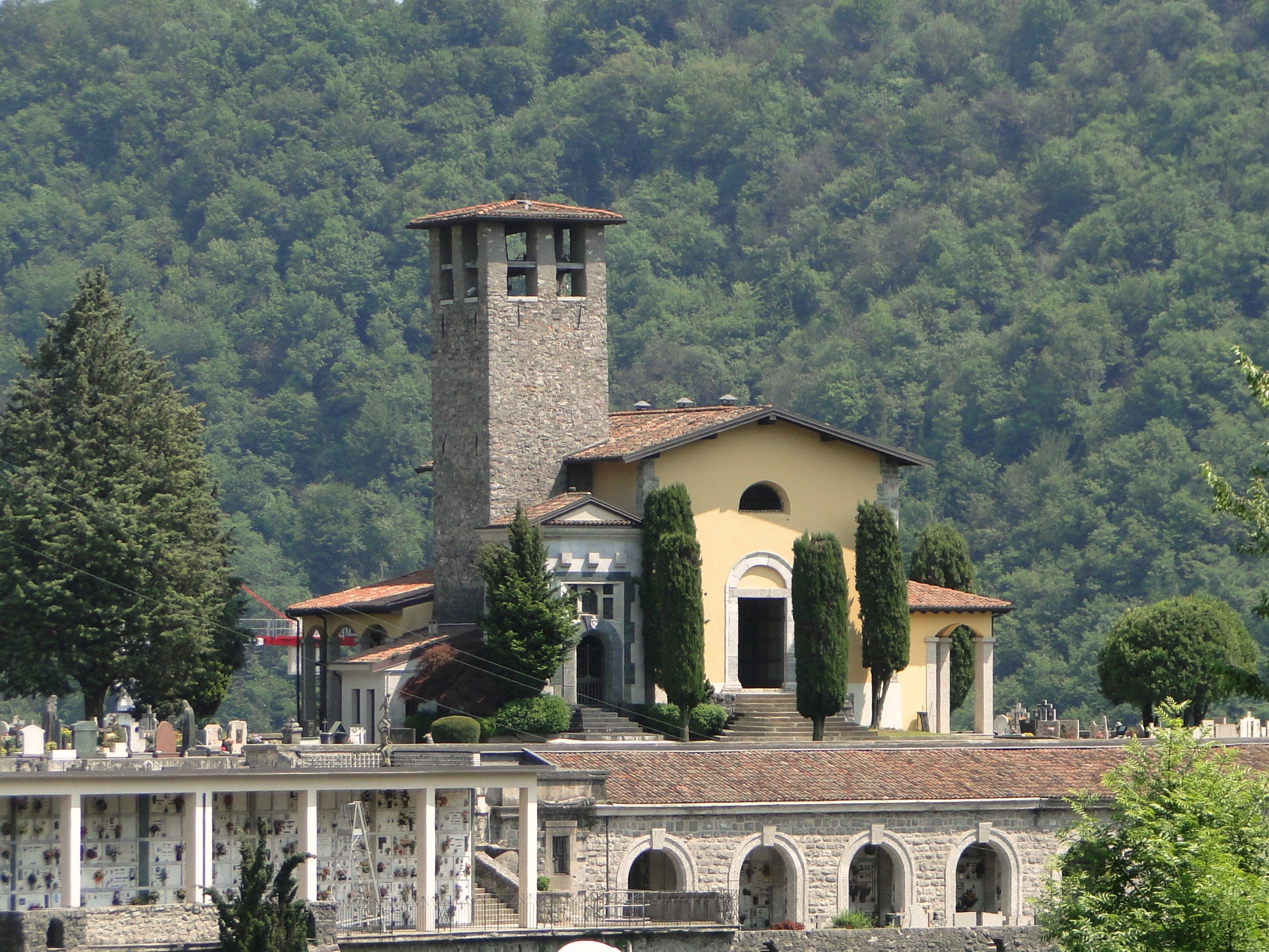
Località Castello, uno dei primi insediamenti in età romana

I primi resti attestanti la presenza umana sul territorio gazzanighese sono riconducibili dell'età del bronzo. 
Tra questi, i principali sono stati rinvenuti in alcune grotte poste in posizione elevata nella piccola valle del Rovaro (che scende dal monte Rena nei pressi del confine con Albino ed Aviatico), tra le quali spicca la Grotta Corna Altezza. In essa sono state trovate tracce di frequentazioni e sepolture umane riconducibili all'età del rame e resti di animali quali volpi, marmotte e orsi (l'Ursus spelaeus).
I primi insediamenti risalirebbero invece al VI secolo a.C. quando nella zona si stabilirono popolazioni di origine ligure, dedite alla pastorizia, tra cui gli Orobi. Ad essi si aggiunsero ed integrarono, a partire dal V secolo a.C., le popolazioni di ceppo celtico, tra cui i Galli Cenomani.
Tuttavia la prima vera e propria opera di urbanizzazione fu opera dei Romani, che conquistarono la zona e la sottoposero a centuriazione, ovvero ad una suddivisione dei terreni a più proprietari, a partire dal I secolo d.C. Questa opera assegnò appezzamenti più o meno vasti a coloni e veterani di guerra, di origine o acquisizione romana, i quali bonificarono i terreni al fine di poterli sfruttare per coltivazioni agricole ed allevamento di bestiame.
In ogni caso, durante questo periodo, il centro aveva dimensioni molto ridotte con gli abitanti che si basavano su agricoltura, principalmente nella piana del fondovalle, e pastorizia nella zona collinare.
Segni di questa dominazione sono riconducibili alle fortificazioni poste sui colli che sovrastano il centro abitato, tra le quali quella posta in località Castello, dove è collocato il cimitero comunale. Questo ricopriva un'importanza strategica, tanto che vi fu collocato un presidio militare volto a controllare la sottostante via che collegava il capoluogo di Bergamo con l'alta val Seriana, in quel tempo importante centro di estrazione mineraria.

### Il medioevo

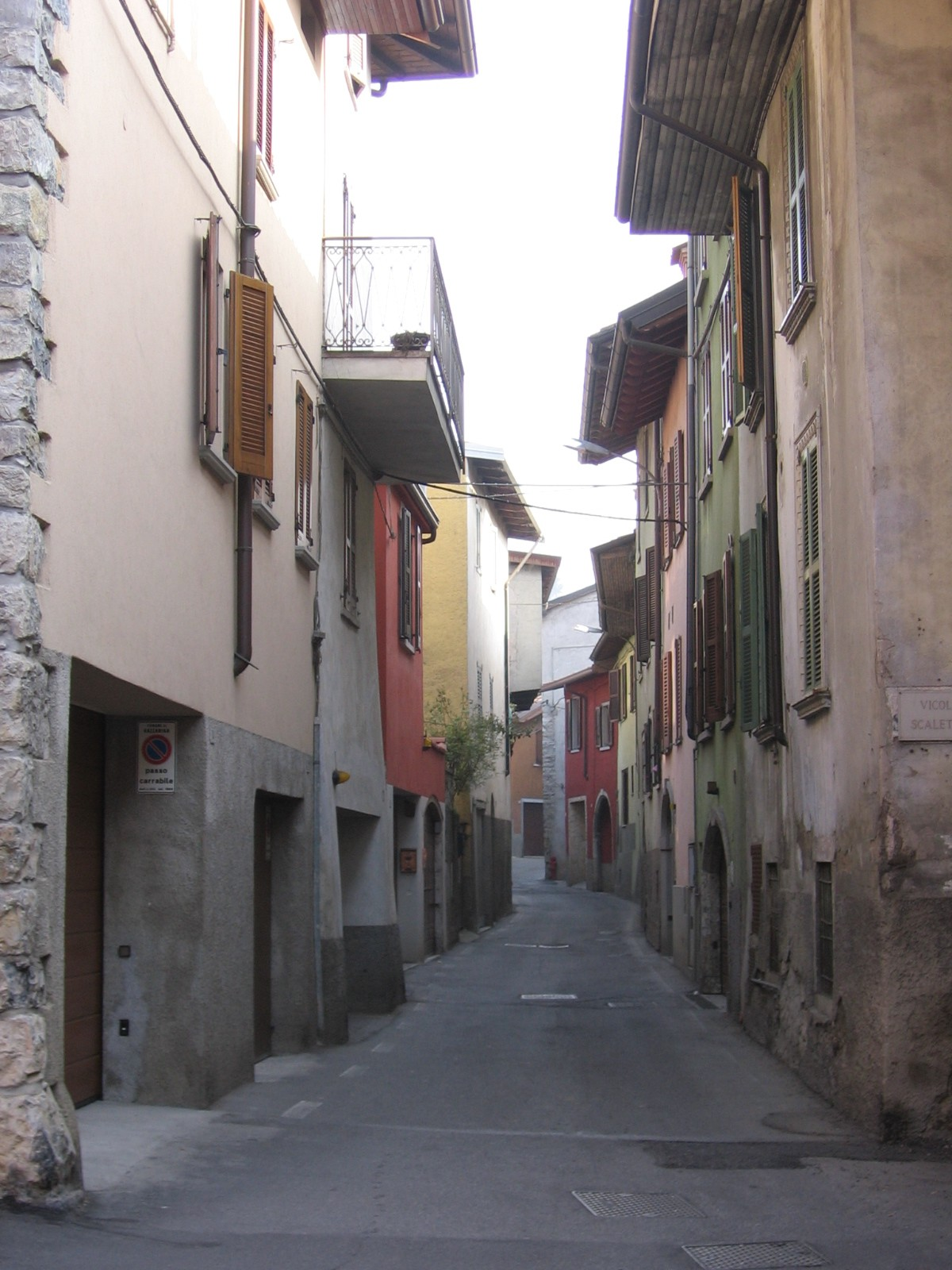
Il centro storico, via Briolini

Alla dominazione romana si sovrappose e sostituì quella dei Longobardi, che fondarono il loro nucleo (o Fara) presso quella che è lvia Briolini, creando una corte attorno alla quale nei secoli successivi si sviluppò il centro abitato. Anche il significato etimologico è riconducibile a quel periodo: il termine tardo-latino gagium, indicante un'estesa località boschiva recintata o delimitata, venne traslato in Gagianum (utilizzato anche in altri toponimi lombardi, vedi Roncallo Gaggio e Gaggiano) e poi in quel Gagianiga che è il nome con il quale il borgo appare sui primi documenti scritti risalenti all'anno 830, ma anche la dicitura dialettale.
Con l'arrivo dei Franchi, avvenuto verso la fine dell'VIII secolo, il territorio venne sottoposto al sistema feudale, con il paese che, al pari di gran parte della valle, venne infeudato al Vescovo di Bergamo. In questa fase del Medioevo, soprattutto a partire dall'XI secolo, ebbe a svilupparsi in modo consistente il primitivo insediamento abitativo che, posto in postazione elevata rispetto alla zona alluvionale di fondovalle, venne circondato da mura di difesa con portoni di accesso. Questo nucleo presenta ancora il proprio impianto medievale, con le strutture abitative edificate con grosse pietre e ciottoli e dotate di logge funzionali all'agricoltura. In esso si svolgeva la vita sociale e pubblica, dal momento che all'estremità Est del borgo vi era la piazza principale, detta del consiglio, nella quale si trovavano la casa comunale, la beccheria (luogo dove si uccidono gli animali e si vendono le loro carni), una taverna, una scaletta dove si tenevano le aste pubbliche ed una chiesetta. 

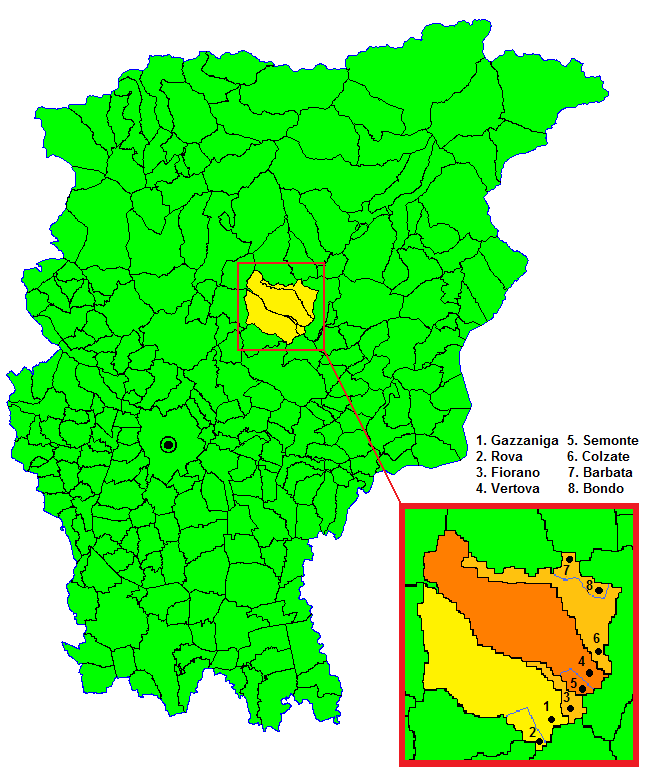
Mappa della Confederazione de Honio

Ed è proprio in questa piazza che i capifamiglia più influenti del tempo si radunavano, prendendo le decisioni più importanti per la comunità. La prima, risalente al 1210, fu la scelta di confederarsi con i comuni limitrofi nella Confederazione de Honio, un'istituzione sovra comunale che aveva il compito di gestire i beni indivisi quali prati, pascoli, boschi, sotto il controllo di un feudatario, incaricato dal vescovo di Bergamo, a sua volta investito dall'imperatore del Sacro Romano Impero.
Il passo successivo fu quello di emanciparsi definitivamente dal giogo feudale, redigendo nel 1240 i primi statuti che diedero il via all'esperienza comunale. Le scelte furono affidate ad un'assemblea chiamata Arengo, composta da uomini di fiducia eletti annualmente, i quali a loro volta nominavano gli addetti ai vari ruoli necessari per dirigere la vita del comune.
Negli statuti della città di Bergamo redatti nel XIV e XV secolo Gazzaniga risulta inserita nella circoscrizione denominata facta di san Lorenzo, con confini territoriali circoscritti al solo centro abitato, con Rova anch'essa indipendente.
Ben presto tuttavia cominciarono a verificarsi attriti tra gli abitanti, divisi tra guelfi e ghibellini, che raggiunsero livelli di recrudescenza inauditi. L'istituzione comunale, schieratasi con la fazione guelfa, dovette subire numerosi attacchi perpetrati dalla fazione avversa, culminati con il durissimo scontro verificatosi nell'anno 1397, durante il quale gran parte dell'abitato fu distrutto ed incendiato per mano ghibellina. Per contro l'anno successivo, il 10 giugno, furono gli stessi guelfi a danneggiare in modo importante gli avamposti ghibellini dislocati sul territorio, incendiando contestualmente anche gran parte dell'abitato.
In quei tempi vennero costruite o ampliate postazioni difensive, che tuttavia non raggiunsero mai dimensioni paragonabili ad un vero e proprio castello, situate in posizioni di controllo sul paese e sulla valle, ubicate sui tre promontori che sovrastano l'abitato. Il colle di san Rocco, il colle del Castello (presso il cimitero) ed il colle del Mozzo, andarono quindi a formare un sistema difensivo tanto importante da essere riportato sullo stemma comunale.

### La Serenissima Repubblica di Venezia

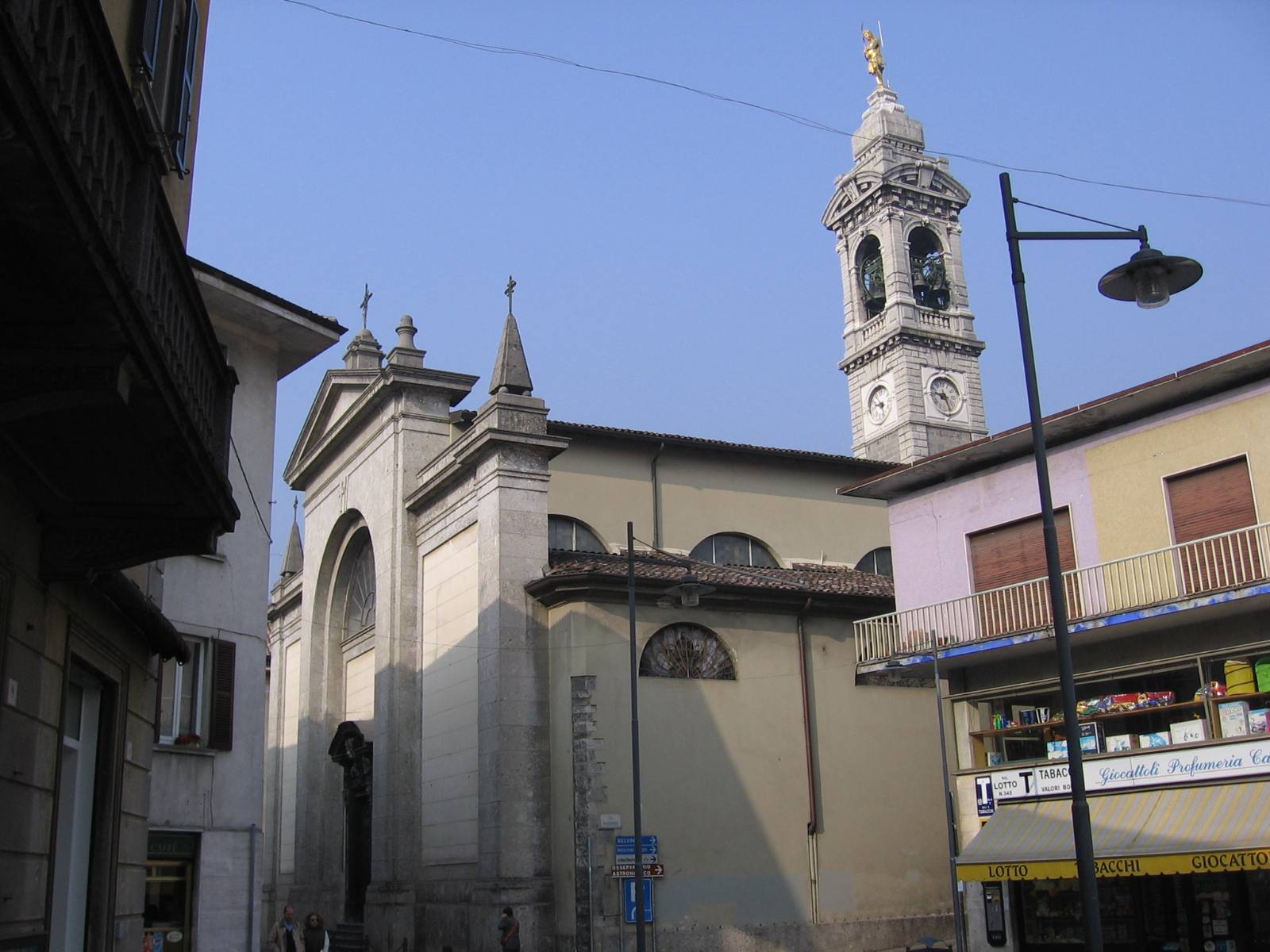
La chiesa parrocchiale, risalente al XV secolo

Alla definitiva pacificazione si arrivò pochi anni più tardi grazie all'avvento della Repubblica di Venezia, avvenuta formalmente nel 1428, che diede il via ad un periodo di tranquillità in cui l'intera zona riprese a prosperare, anche grazie alla diminuzione della pressione fiscale e alla maggiore autonomia.
La Serenissima decise inoltre di eliminare tutte le fortificazioni: le torri furono utilizzate come abitazioni e i due principali fortilizi (san Carlo e san Rocco) vennero riconvertiti in edifici religiosi. Il momento positivo permise anche lo sviluppo dell'abitato, che cominciò ad ampliarsi anche al di fuori della zona cintata, spingendosi in direzione di Fiorano e delle località di Rova e Masserini.
Nel frattempo, a partire dal 1435, i confini comunali avevano incluso anche i territori di Rova e Fiorano, con quest'ultimo ritornato autonomo già nel 1476.
Si svilupparono in modo notevole i commerci e vi fu nuovo impulso per l'agricoltura, l'allevamento e l'industria estrattiva, facilitata dalla presenza sul territorio di alcune cave di marmo nero, utilizzato per la costruzione di edifici pubblici e religiosi. A ciò si aggiunse la tessitura della lana e della seta, facilitata dalla presenza della roggia dei molini che, derivata dal corso del fiume Serio, permise l'insediamento lungo il suo corso di tre filande e ben nove filatoi, gestiti dalle famiglie Briolini e Gilberti.
Un violento scossone alla tranquillità della popolazione venne dalla violenta epidemia di peste di manzoniana memoria, che tra il 1629 e il 1631 dimezzò il numero degli abitanti.

### Dall'avvento di Napoleone fino ai giorni nostri

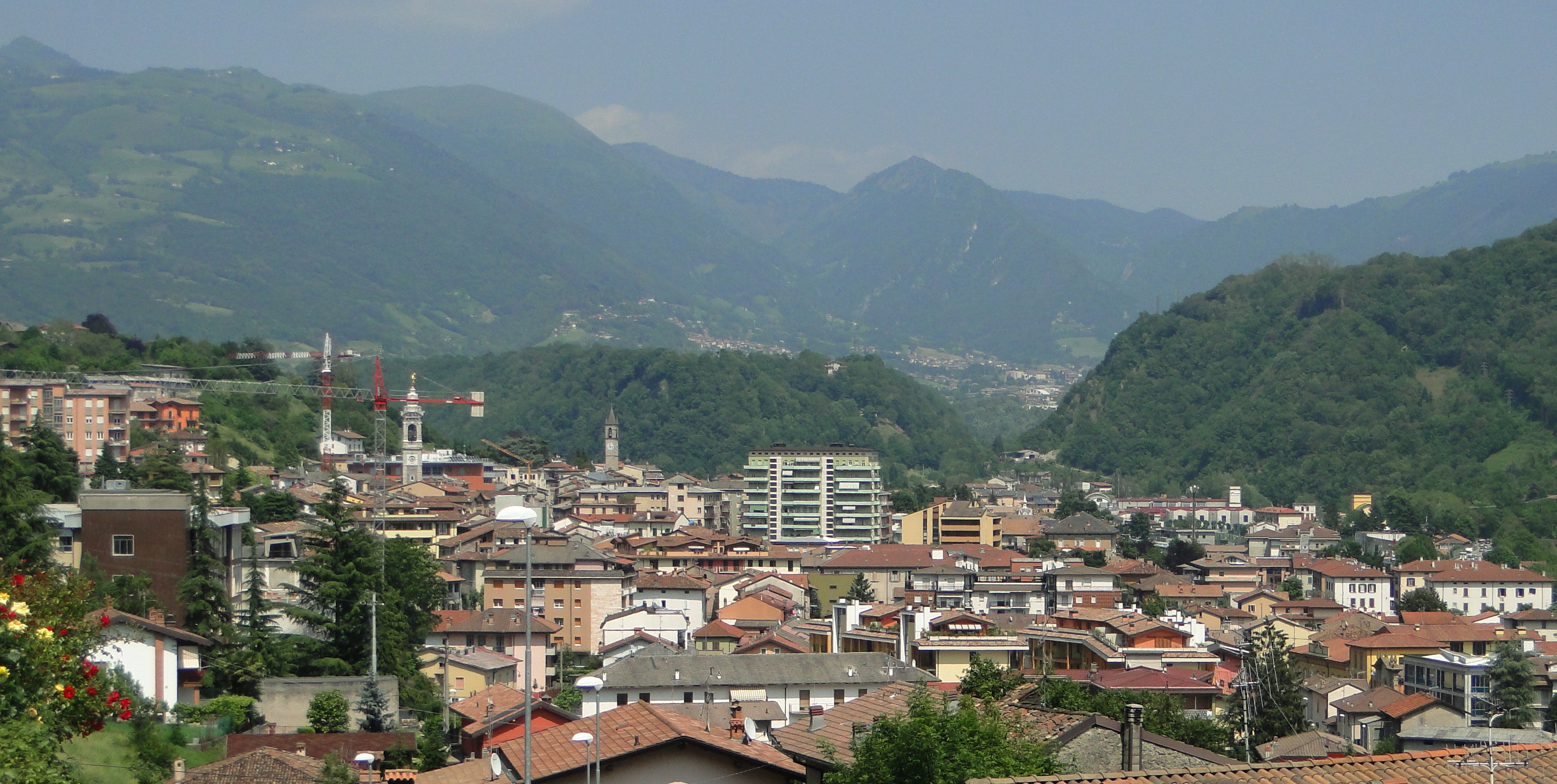
Vista su Gazzaniga

Nel corso del XVIII secolo si verificarono prima l'erezione di Orezzo a comune autonomo (1756) poi, in seguito al trattato di Campoformio, il termine del potere della Serenissima, sostituita nel 1797 dalla napoleonica Repubblica Cispadana. Il cambio di dominazione comportò una revisione dei confini, che videro l'unione di Gazzaniga con Fiorano. Unione durata poco, dal momento che già nel 1805 i due comuni vennero nuovamente scissi.
Dopo quattro anni i limiti territoriali vennero nuovamente ridisegnati mediante un'imponente opera di accorpamento dei piccoli centri ai più grandi: in questo frangente Gazzaniga assorbì le vicine realtà di Cene, Fiorano e Orezzo, che riuscirono a riottenere la propria autonomia nel 1816, in occasione del nuovo cambio di governo che vide subentrare l'austriaco Regno Lombardo-Veneto alle istituzioni francesi.
Nel 1827 venne definitivamente sciolta la Confederazione de Honio, con Gazzaniga che acquisì formalmente tutte le terre collinari e montuose ricoperte dai boschi a Nord dell'abitato.
Di grande importanza per l'economia locale fu l'insediamento di un'importante realtà industriale legata alla tessitura della seta e del cotone, che aveva nella famiglia Briolini il principale referente, che portò un notevole incremento sia dei traffici commerciali legati all'indotto che della popolazione, che i pochi decenni triplicò, passando dalle 1.500 alle 4.500 unità.
Un ulteriore impulso venne dall'apertura della Ferrovia della Valle Seriana, che dal 1884 permise il collegamento di merci e passeggeri da Bergamo a Clusone.
Nel 1927 il regime fascista, nell'ambito di una riorganizzazione amministrativa volta a favorire i grossi centri a scapito dei più piccoli, unì nuovamente Fiorano a Gazzaniga. L'unione durò fino al termine della seconda guerra mondiale, quando nel dicembre del 1947 Fiorano al Serio riacquisì la definitiva autonomia.
Nella seconda parte del XX secolo il comune vide un tumultuoso sviluppo sociale, economico e urbanistico, che portò ad inglobare le varie contrade in un unico nucleo, con una soluzione di continuità abitativa che coinvolse anche i limitrofi paesi del fondovalle.

### Simboli
Lo stemma e il gonfalone del Comune di Gazzaniga sono stati concessi con decreto del presidente della Repubblica del 25 giugno 1953.
La gazza nello stemma è un'arma parlante e riprende il nome del paese; i colori dello sfondo di rosso e d'oro richiamano quelli del capoluogo di provincia.
Il gonfalone è un drappo partito di rosso e di giallo.

## Monumenti e luoghi di interesse

### Chiesa di Santa Maria Assunta e Sant'Ippolito

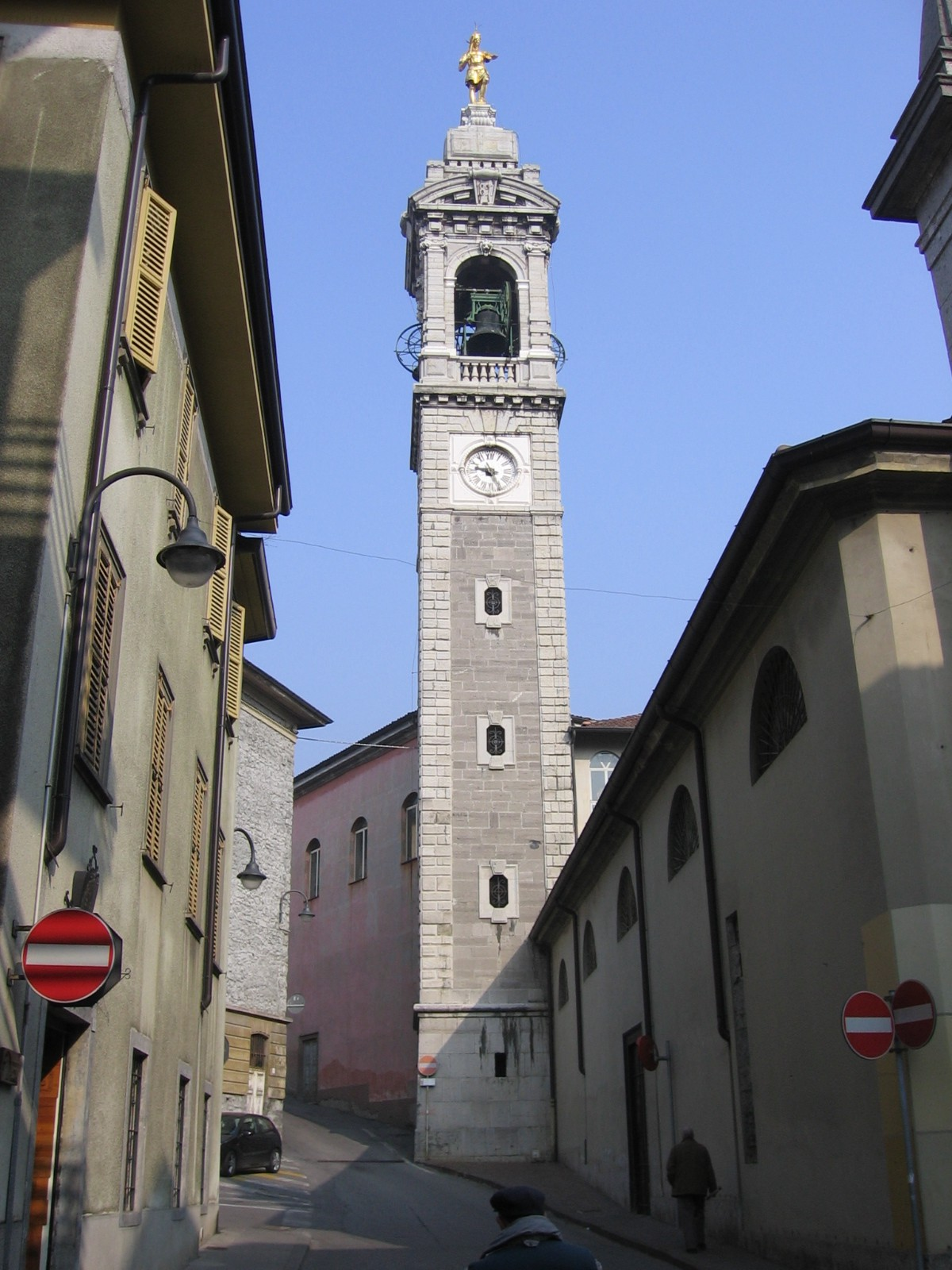
La chiesa parrocchiale di Sant'Ippolito

La chiesa parrocchiale di Sant'Ippolito venne costruita nel 1457 e fu inizialmente dedicata alla Natività della Beata Vergine Maria. Conosciuta anche con il nome di "Santa Maria della Misericordia", per via della congregazione che in essa aveva la propria sede, era sussidiaria della più importante chiesa di San Giorgio presso Fiorano.
Dotata di dimensioni ridotte con uno stile romanico, acquisì notevole importanza a partire dal 1666, anno in cui vi furono traslate dalle catacombe di Roma, le ossa di sant'Ippolito, dono di Giacomo Gelmi, commerciante gazzanighese che aveva trovato fortuna nella città di Venezia.
Numerosi ampliamenti e aggiunte caratterizzarono i secoli successivi. Nel 1710 fu commissionato alla bottega dei Manni un altare, eseguito in marmo nero locale contrapposto a sculture in marmo bianco, per contenere le reliquie, mentre nel 1827, grazie al contributo dell'imprenditore Briolini, la chiesa fu ampliata, con l'aggiunta di due navate laterali e l'arretramento del presbiterio. In seguito a questi lavori, dal 1830 la chiesa fu eretta a ruolo di parrocchiale. Negli ultimi anni del XIX secolo fu portato a termine il campanile, mentre la facciata, al centro della quale spicca il portale eseguito dalla bottega dei Manni, fu completata nel 1954 su progetto di Luigi Angelini.
L'edificio dispone di tre navate, con quella centrale, più alta, dotata di volta a botte, con il presbiterio a pianta quadrata sormontato dalla cupola semisferica con archi decorati. 
Numerose sono le opere in essa custodite: le tele di Giovanni Brighenti (Nascita di Gesù e Presentazione al tempio), di Vincenzo Angelo Orelli (l'Assunta e la Pietà), di Marino Crespi (Nascita e martirio di sant'Ippolito), del Taragni (Battesimo di Gesù), di Enrico Albrici (Madonna con Bambino) e di Francesco Cavagna (Immacolata Concezione). Interessante è anche la scultura bronzea del Cristo risorto, eseguita da Elia Ajolfi e il Cristo morto di scuola fantoniana.
A fianco alla parrocchiale è presente la chiesa di San Giuseppe, fatta costruire nel 1858 in seguito a una donazione di Margherita Briolini, appartenente alla famiglia di industriali della seta. Al proprio interno si possono ammirare dipinti di Francesco Coghetti e Luigi Galizzi.

### Mausoleo Briolini

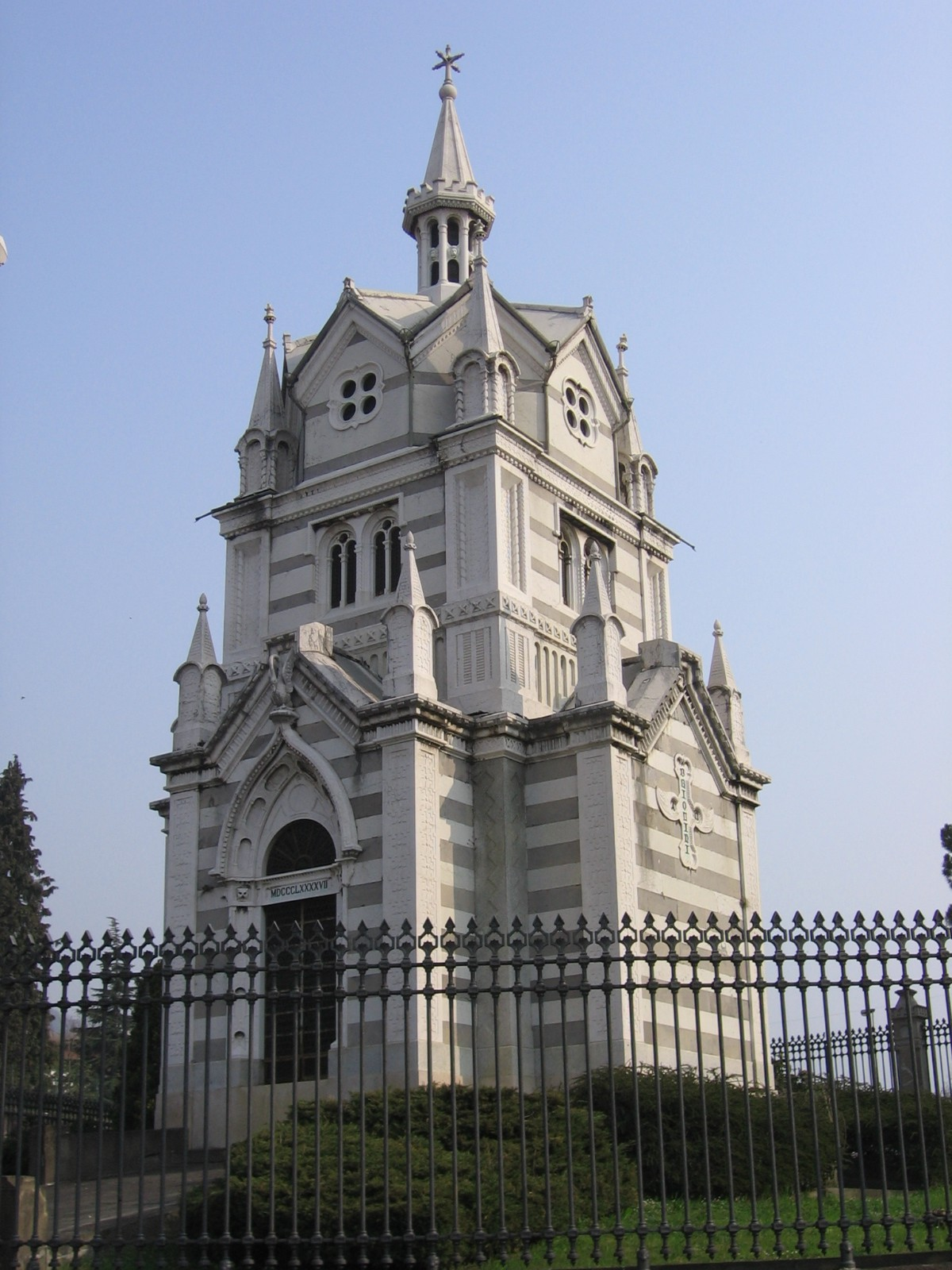
Il mausoleo Briolini

Notevole interesse ricopre il Mausoleo Briolini, ormai un simbolo per il paese intero.
Situato nella zona presso il confine con il comune di Fiorano al Serio, in un'area fino alla prima metà del XX secolo adibita a cimitero dei due paesi, venne costruito nel 1897 come edificio funebre dell'industriale della seta Decio Briolini e della relativa famiglia, alla quale si devono numerose opere per la comunità, tra cui l'ospedale, l'asilo infantile, le scuole elementari e l'ampliamento della parrocchiale.
Oltre all'interesse storico, che ricorda il periodo della rivoluzione industriale, questo edificio sepolcrale ha anche un importante valore artistico. Realizzato dall'architetto Pandini in marmo di Carrara con stile neogotico, presenta decorazioni e rilievi su fondo a fasce bianche alternate ad altrettante nere, ricavate utilizzando il marmo nero locale.

### Oratorio di San Rocco al Lago

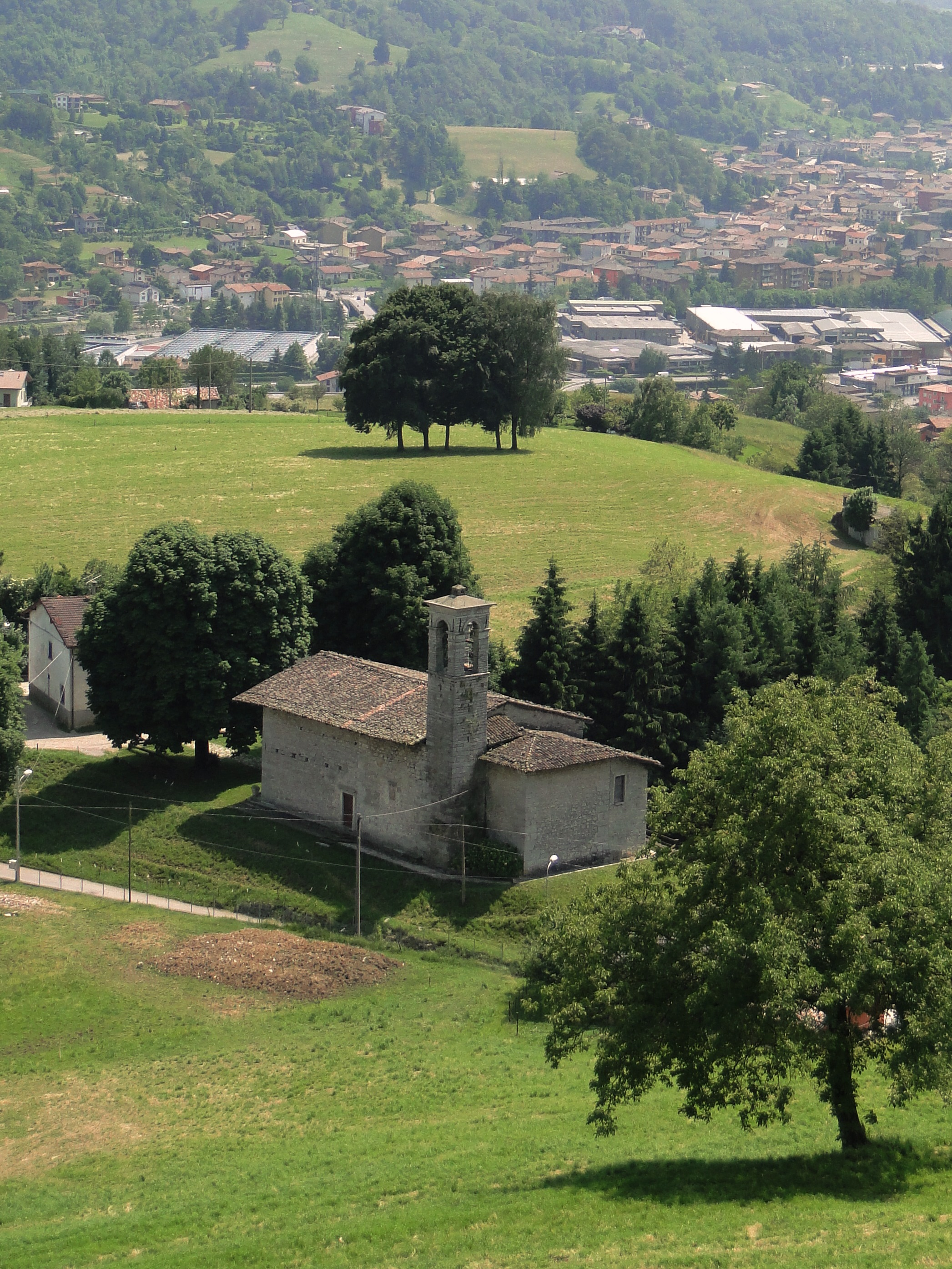
La chiesa di San Rocco al lago

Altro edificio di richiamo è l'oratorio di San Rocco al Lago. Situato a monte del capoluogo, tra la contrada dei Masserini e la val di Plaz, ad un'altezza di 480 m s.l.m., deve il suo nome forse all'esistenza di un piccolo laghetto ormai prosciugato. L'edificio primitivo, strutturato con una pianta a base quadrata, risale all'inizio del XVI secolo, periodo a cui si riferiscono anche gli ex voto affrescati dalla bottega dei Marinoni. Degli artisti seriani sono anche i dipinti a fresco raffiguranti sette santi, posti sulla parete di fondo, così come altri affreschi sulle pareti laterali, con l'aggiunta di altre opere di artisti ignoti. Tra il XVI e il XVII secolo, l'edificio fu sottoposto ad ampliamenti, specialmente dopo la peste di manzoniana memoria, durante la quale la chiesa fu utilizzata come lazzaretto per gli ammalati. Furono costruiti il campanile e la sagrestia, e venne terminata la facciata.
In seguito alle normative napoleoniche, emanate all'inizio del XIX secolo, l'edificio venne progressivamente abbandonato, tanto che venne utilizzato come deposito dai contadini locali. Soltanto a partire dagli ultimi anni del XX secolo vennero decisi interventi volti al recupero della struttura e degli affreschi, che poterono ritornare all'antico splendore a partire dal 2000, anno in cui terminarono i lavori di ripristino.

### Oratorio di San Carlo
Le origini di questa edificio sacro risalgono al periodo compreso tra il XV e il XVI secolo, quando una piccola struttura di origine medievale comprensiva di torre, venne sostituita da una cappella votiva. Nel primo documento che ne attesta l'esistenza, datato 1514, è citata con il nome di Oratorio di San Rocco e San Sebastiano al castello, per via del fatto che la località in cui sorge è chiamata appunto "Castello".
Utilizzata per le funzioni dagli abitanti della località Masserini, a partire dai primi anni del XVII secolo fu dedicata a san Carlo Borromeo, con la torre medievale riconvertita come campanile. Abbandonata in seguito alle leggi napoleoniche, venne utilizzata come ricovero per gli ammalati di colera, palesando un grave degrado. Venne rivalutata a partire dal 1928 quando nella zona adiacente fu decisa la costruzione del nuovo cimitero, del quale divenne la chiesetta per le funzioni funebri.

### Chiesa di Santa Croce
Un'antica chiesa intitolata a san Defendente risulta essere presente sul territorio già nel Quattrocento. La chiesa fu riedificata nel 1624 come da indicazione del vescovo Cornelio e intitolata alla Santa Croce.

### Percorsi didattici

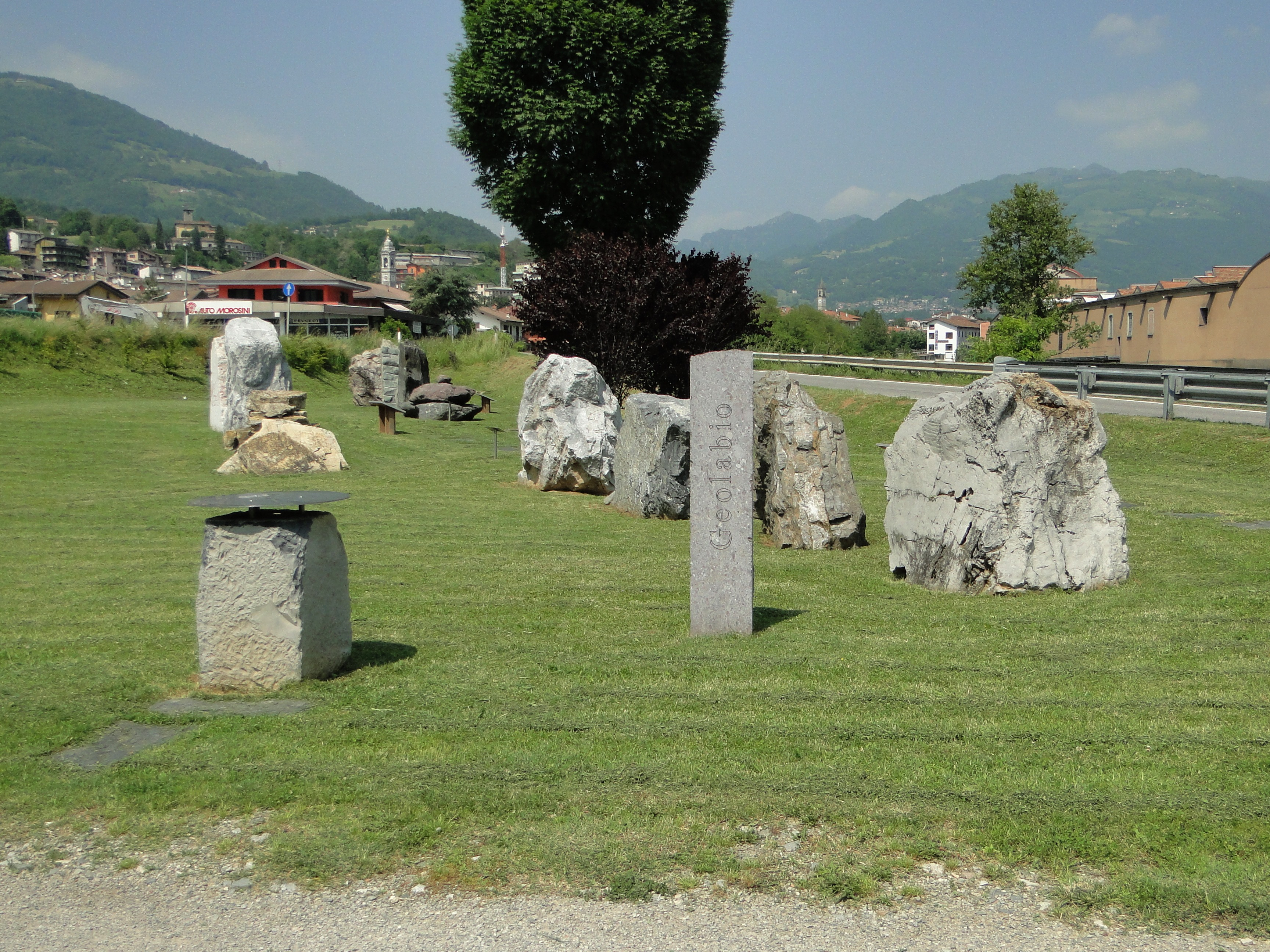
Il giardino geologico

Le principali iniziative didattiche presenti nel comune, sono il Giardino geologico e il Museo tecnico-scientifico Luigi Pezzera, entrambe curate dalla locale sezione del C.A.I.. Il primo, situato nei pressi della locale stazione dei Vigili del fuoco, e compreso tra la strada SS 671, principale arteria della valle, e lo svincolo Cene-Gazzaniga della stessa, è raggiungibile tramite un ramo della ciclovia della Valle Seriana. In esso sono collocati numerosi monoliti che raccontano l'andamento stratigrafico dell'intera valle, prefiggendosi l'obiettivo di spiegare, anche mediante l'installazione di pannelli didattici, la geologia locale.
Il museo tecnico-scientifico è invece ubicato presso le scuole elementari ed è dedicato alla figura di Luigi Pezzera, maestro elementare deceduto nel 1969, noto per le sue invenzioni. In esso sono state riportate molte delle apparecchiature da lui inventate, con la possibilità di provare a svolgere piccoli esperimenti in svariati ambiti.

#### Altre chiese
Oltre alle sopracitate, numerose sono le chiese presenti sul territorio comunale. Si va dalla parrocchiale della frazione Orezzo, dedicata alla Santissima Trinità e risalente all'inizio del XVII secolo, nella quale spiccano un altare e alcuni intarsi della bottega di Bartolomeo Manni, alla chiesa di Santa Croce sita nell'altra località di Rova. Questa venne edificata nel 1624 in luogo di un precedente oratorio dedicato a san Defendente e possiede opere della bottega dei Manni, dei Marinoni e di Domenico Carpinoni. In quest'ultima località merita menzione anche il piccolo tempietto dedicato al Crocifisso miracoloso.

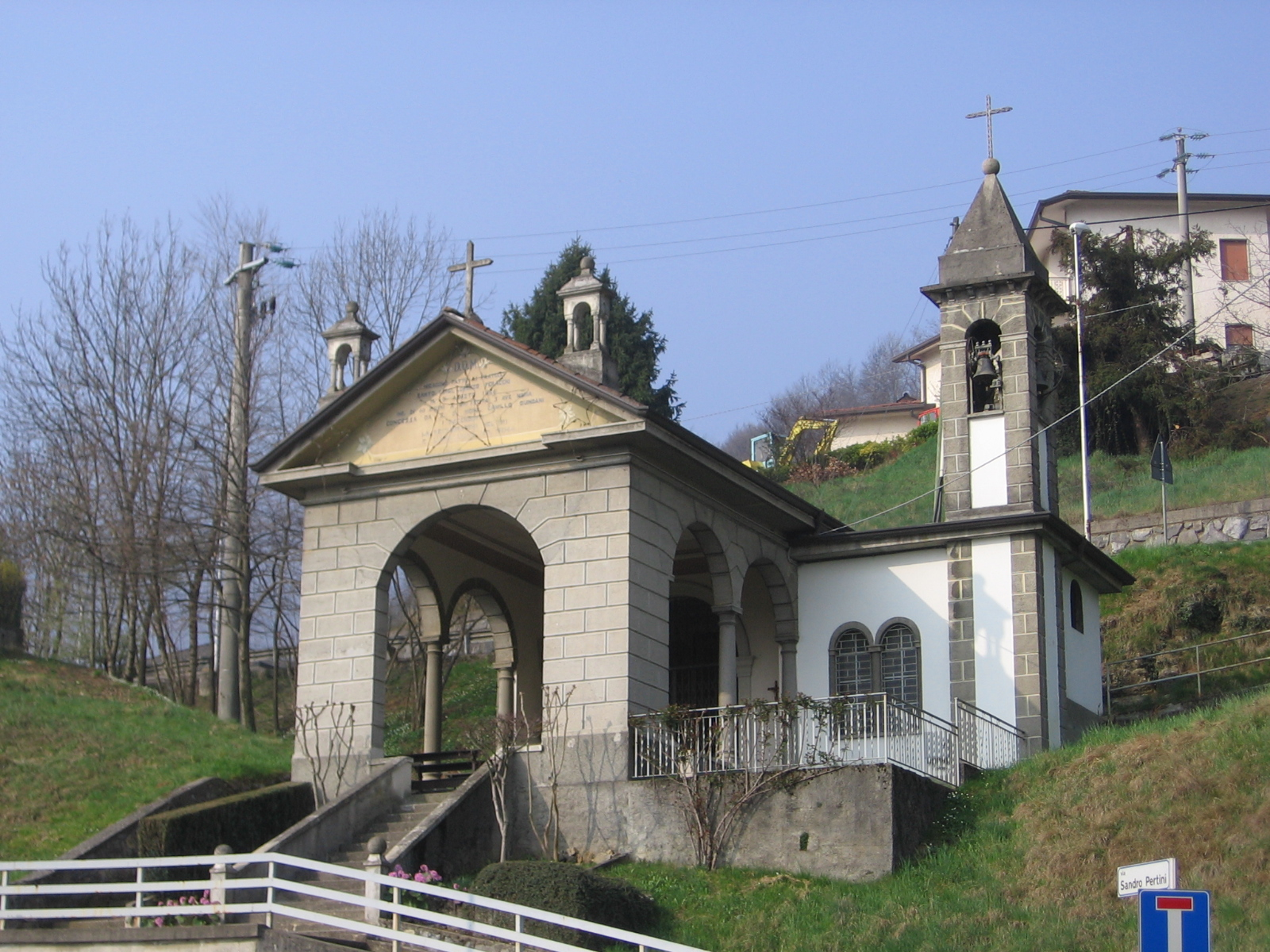
La Madonna della "Schisciada", in località Masserini

Nella località dei Masserini è presente la secentesca chiesa della Madonna della "Schisciada", costruita in memoria del miracolo della schisciada ("pagnotta schiacciata" in italiano)  avvenuto nei primi anni del XVII secolo.
Immerse nella natura sono la chiesetta del Roncliscione, posta a fianco dell'omonimo torrente nella val di Plaz, nonché la chiesetta della Trasfigurazione di Cristo, ma meglio nota come chiesa di San Salvatore, situata nella verde e nascosta Val del Gru.

### Architettura civile

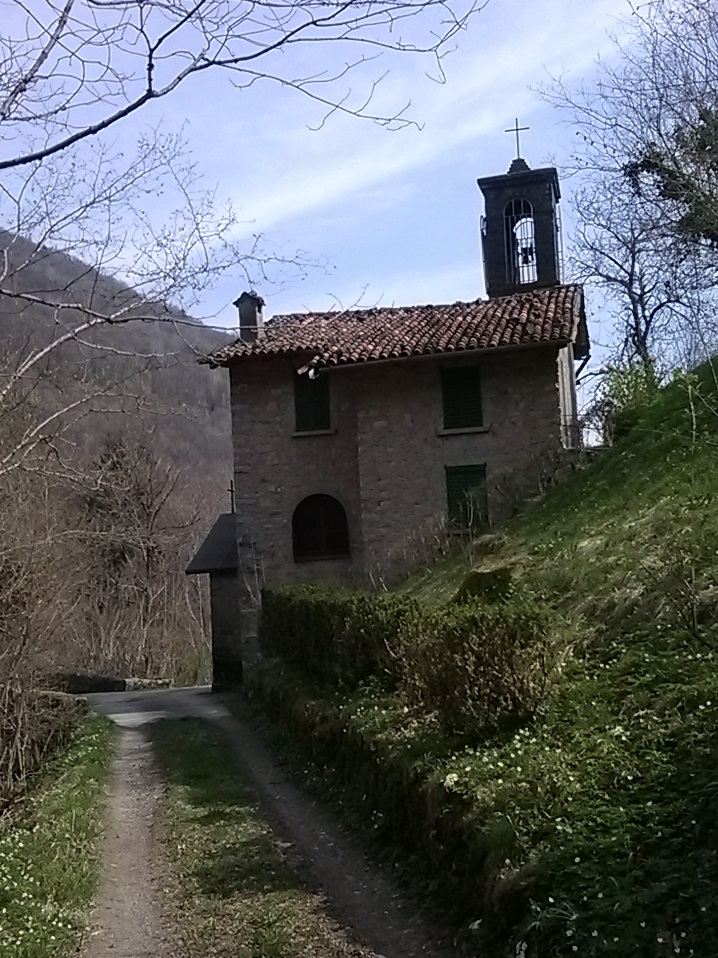
chiesetta del Roncliscione, lungo il sentiero 522

Il centro storico di Gazzaniga presenta numerosi edifici che conservano aspetti storici, tramandando la storia rurale del paesi nel corso dei secoli. Un esempio viene dato dalla via Briolini, un tempo cuore della società gazzanighese, che si sviluppa dall'ospedale alla chiesa parrocchiale e presenta due doppie file di edifici colonici uniti gli uni agli altri, ma anche dimore storiche quali le cinquecentesche casa Cuter e casa Guerini, che ancora recano gli stemmi del tempo. Numerose sono inoltre le contrade, tipiche della società rurale che per secoli ha caratterizzato il paese, disseminate su tutto il territorio, da Rova alle località Cattabione e Dossello.

### Itinerari naturalistici
Numerose sono le opportunità per chi volesse passare un po' di tempo immerso nella natura, con molti sentieri che si snodano sulle pendici delle propaggini circostanti. Tra i principali vi sono quelli contrassegnati con segnavia del CAI numero 521 e 522 che si diramano da Ganda. Il primo raggiunge la località Rova, mentre il secondo raggiunge e percorre la val di Plaz terminando nel centro abitato. Inoltre vi è il sentiero 523 che si dirama dalla località Coldrè (posta a monte di Orezzo in direzione del monte Poieto), raggiunge le località di Osciöl e Dossello per poi discendere nel fondovalle tra Gazzaniga e Fiorano. A questo si interseca la traccia numero 524 che ha origine in località Osciöl e si sviluppa sul versante Nord del monte Cedrina, solcando prima la caratteristica e nascosta val del Gru, intersecando poi la val Gromalt e spingendosi infine fino alle pendici del monte Suchello.

## Amministrazione comunale
| Periodo          | Periodo        | Primo cittadino | Partito                         | Carica                    | Note |
| ---------------- | -------------- | --------------- | ------------------------------- | ------------------------- | ---- |
| 21 novembre 1993 | 5 giugno 1995  | Antonio Baleri  | Lega Nord                       | Sindaco                   |      |
| 12 giugno 1995   | novembre 1995  | Lucio Marotta   |                                 | Commissario straordinario |      |
| novembre 1995    | aprile 2000    | Antonio Pezzola | Lega Nord                       | Sindaco                   |      |
| aprile 2000      | 4 aprile 2005  | Marco Masserini | centro-destra                   | Sindaco                   |      |
| 5 aprile 2005    | 29 marzo 2010  | Marco Masserini | centro-destra                   | Sindaco                   |      |
| 30 marzo 2010    | 31 maggio 2015 | Guido Valoti    | centro-destra (PDL - Lega Nord) | Sindaco                   |      |
| 1º giugno 2015   | In carica      | Mattia Merelli  | centro-destra (PDL - Lega Nord) | Sindaco                   |      |

## Società

### Evoluzione demografica
Abitanti censiti

### Etnie e minoranze straniere
Gli stranieri residenti nel comune sono 492, ovvero il 9.5% della popolazione. Di seguito sono riportati i gruppi più consistenti:
1. Marocco, 183
2. Senegal, 106
3. Cina, 22
4. Ucraina, 18
5. Costa d'Avorio, 18
6. Bolivia, 16
7. Albania, 16
8. Polonia, 15
9. Moldavia, 6
10. Burkina Faso, 6

## Infrastrutture e trasporti
La stazione di Gazzaniga-Fiorano, posta sulla Ferrovia della Valle Seriana, fu attiva fra il 1884 e il 1967. Dopo la soppressione della ferrovia, rimase come autostazione per le autolinee di Arriva Italia (ex SAB Autoservizi) dirette ad Albino, Bergamo e Clusone ed è capolinea per le corse dirette a Orezzo e in Val Gandino.
Il fabbricato viaggiatori fu restaurato nell'estate 2019 per risolvere problemi di sicurezza.
L'aeroporto più vicino è l'Aeroporto di Bergamo-Orio al Serio che dista circa 20 km.
Presso il comune confinante di Albino (Italia) inizia la tranvia extraurbana per Bergamo gestita dalla Tramvie Elettriche Bergamasche.
Il comune ospita la scuola secondaria di secondo grado ISISS Valle Seriana, con Istituto professionale, indirizzo tecnico e Liceo Scientifico opzione scienze applicate.